# Back Dorm Boys
Back Dorm Boys (giản thể: 后舍男生; phồn thể: 後舍男生; bính âm: Hòushè Nánshēng tiếng Việt: Hậu xá nam sinh) là tên tiếng Anh phổ biến trên mạng để chỉ bộ đôi người Trung Quốc nổi tiếng vì những đoạn phim hát nhép những bài hát của nhóm Backstreet Boys và những ngôi sao nhạc pop khác. Những đoạn phim của họ, được thu bằng web cam chất lượng thấp tại phòng ký túc xá đại học, đã được rất nhiều người tại Trung Quốc và khắp thế giới xem qua. Nhiều đoạn phim có thể xem được tại YouTube. Bộ đôi này, Vi Vĩ (giản thể: 韦炜; phồn thể: 韋煒) và Hoàng Nghệ Hinh (giản thể: 黄艺馨; phồn thể: 黃藝馨), là hai sinh viên ngành điêu khắc tại Viện Nghệ thuật Quảng Châu (giản thể: 广州美术学院; phồn thể: 廣州美術學院; Hán-Việt: Quảng Châu mỹ thuật học viện; bính âm: Gǔangzhōu Měishù Xuéyuàn).

## Thành viên
Vì nhiều fan hâm mộ không biết tên thật của Back Dorm Boys, Vi Vĩ thường được mọi người gọi đơn giản là "anh chàng bự" và Hoàng Nghệ Hinh là "anh chàng nhỏ". Trong đa số các đoạn phim, Vi Vĩ ngồi ở phía bên phải người xem và Hoàng Nghi Hinh bên trái. Hoàng Nghi hinh bị bó bột ở cánh tay trái trong một số đoạn phim đầu tiên vì anh bị thương khi chơi bóng rổ.
"Nam sinh ký túc" thứ ba, Tiêu Tĩnh (肖靜), thường có mặt ở phía sau hai người này ở rất nhiều đoạn phim. Cậu thường chơi trò Counter-Strike khi Vi Vĩ và Hoàng Nghệ Hinh diễn. Cậu thường quay lưng lại với máy quay và thỉnh thoảng mới thấy được mặt. Tuy nhiên, cậu này cũng thỉnh thoảng góp vai trò vào các đoạn phim. Trong đoạn phim của bài hát "Da Da Da" do ba người hát, Tiêu Tĩnh đã ra khỏi ghế và giữ trái banh bằng giấy cho Hoàng Nghi Hinh đá.
Back Dorm Boys đã tốt nghiệp Học viện Nghệ thuật Quảng Châu vào năm 2006.

## Lịch sử
Hiện tượng Back Dorm Boys bắt nguồn từ trào lưu Internet và đã tạo ra nhiều đoạn phim nhại lại, gồm cả những người không phải người Trung Quốc cố gắng hát nhép theo lời nhạc tiếng Hoa trong đoạn phim của họ. Back Dorm Boys đã nhận được sự chú ý của truyền thông chính thống tại Mỹ thông qua The Ellen DeGeneres Show.
Back Dorm Boys đã thực hiện đoạn phim đầu tiên chỉ để cho vui, khoe với bạn bè. Họ đã tạo ra một đoạn phim hát nhép dài 10 giây, và muốn thử tạo ra những thứ tương tự như vậy cho cả một bài hát. Họ đã thu xong đoạn phim đầu tiên vào tháng 3 năm 2005, sau khi nhiều lần thử nghiệm và mắc lỗi. Họ đã tải nguyên đoạn phim đó lên mạng nội bộ của trường đại học. Những sinh viên khác đã rất thích thú với đoạn phim này và đã giúp truyền bá đoạn phim ra ngoài. Back Dorm Boys đã tận dụng những kiến thức học được về ngành nghệ thuật để chuẩn bị bối cảnh, hiệu ứng nhìn, và ánh sáng trong các đoạn phim của họ.
Khi còn ở trường, Back Dorm Boys được ký hợp đồng làm người phát ngôn cho hãng điện thoại di động Motorola ở Trung Quốc và sau đó là những người dẫn chương trình thi hát nhép trực tuyến của Motoroloa. Họ cũng ký hợp đồng với Sina.com, một trong những cổng thông tin điện tử lớn nhất Trung Quốc. Back Dorm Boys vẫn còn duy trì một blog bằng tiếng Hoa tại Sina.com. Vào năm 2006, họ nhận được "Giải Podcaster hay nhất" của Sina.com.
Một vài tháng trước khi tốt nghiệp (tháng 2 năm 2006), nhóm Back Dorm Boys đã ký một hợp đồng 5 năm với Taihe Rye, một công ty quản lý tài năng ở Bắc Kinh, để tiếp tục thực hiện những đoạn phim hát nhép. Họ đã đi đến Bắc Kinh để mở Phòng thu video và nghệ thuật đa phương tiện. Họ cũng bắt đầu học hát, nhảy, và nghệ thuật trình diễn.
Back Dorm Boys đã quay đoạn phim hát nhép "The Perfect Day", đây là dự án tiên phong đối với phòng thu mới của họ. Họ cũng phát hành bài hát do chính họ tự trình bày, "O Yi O Yi A". Bài hát này được phụ thêm bởi cả video âm nhạc chuyên nghiệp và bản hát nhép trình chiếu nhóm này đang biểu diễn bài hát theo cách thường thấy.

## Vlog
| Số video              | Phần | Bài hát                            | Nghệ sĩ biểu diễn thật                              | Ghi chú                                                                                                  |
| --------------------- | ---- | ---------------------------------- | --------------------------------------------------- | --- |
| #1                    | 1    | "As Long as You Love Me"           | Backstreet Boys                                     | Phát hành tháng 3 năm 2005, sau đó diễn trực tiếp vào tháng 10 năm 2005                                  |
| #2                    | 2    | "I Want It That Way"               | Backstreet Boys                                     | |
| #3                    | 3    | "Get Down (You're the One for Me)" | Backstreet Boys                                     | |
| #4 (bài hát đầu tiên) |      | "Larger than Life"                 | Backstreet Boys                                     | Đây là lần trình diễn đầu tiên tại chương trình radio.                                                   |
| #4 (bài hát thứ hai)  |      | "渡情" ("Độ Tình")                 | 新白娘子传奇                                        | |
| #4 (bài hát thứ ba)   |      | "唯一" ("Duy Nhất")                | Vương Lực Hoành                                     | |
| #5                    |      | "Radio in My Head"                 | Pu Shu                                              | Phát hành 13 tháng 5 năm 2005. Cũng là quảng cáo cho Motorola. Một đoạn phim hỏng cũng phát hành sau đó. |
| #6 (bài hát đầu tiên) | 4    | "童話" ("Đồng thoại")              | Nghệ sĩ Malaysia Vương Quang Lương hay Michael Wong | Phát hành ngày 20 tháng 11 năm 2005.                                                                     |
| #6 (bài hát thứ hai)  | 4    | "波斯貓" ("Mèo Ba Tư")             | S.H.E                                               | Phát hành 20 tháng 11 năm 2005                                                                           |
| #6 (bài hát thứ ba)   | 4    | "Super Star"                       | S.H.E                                               | Phát hành 20 tháng 11 năm 2005                                                                           |
| #7                    |      | "分开旅行" ("Phân khai lữ hành")   | Lưu Nhược Anh & Hoàng Lập Hành                      | |
| #8                    | 5    | "不得不愛" ("Bất đấc bất ái")      | Phan Vĩ Bách hay Wilber                             | |
| #9                    |      | "说唱脸谱" ("Peking Opera")        | Xie Jin (谢津)                                      | Phát hành 26 tháng 5 năm 2006                                                                            |
| #10                   | 6    | Don't Lie                          | The Black Eyed Peas                                 | Phát hành 20 tháng 6 năm 2006                                                                            |
| #11                   |      | Da Da Da                           | Trio                                                | Phát hành 30 tháng 6 năm 2006                                                                            |
| #12                   |      | A Public Affair                    | Jessica Simpson                                     | Phát hành 20 tháng 7 năm 2006                                                                            |
| #13                   |      | "Super Star"                       | S.H.E                                               | |
| #14                   |      | Da Da Da                           | Trio                                                | Phát hành 26 tháng 8 năm 2006.                                                                           |
| #15                   |      | "本草綱目" ("Bản thảo cương mục")  | Châu Kiệt Luân                                      | Phát hành 12 tháng 1 năm 2007                                                                            |
| #16                   | 7    | "We Will Rock You"                 | Queen                                               | Phát hành 13 thánh 1, 2007; first lip-synching recorded outdoors.                                        |
| #17                   |      | "千里之外" ("Thiên lý chi ngoại")  | Châu Kiệt Luân                                      | Phát hành 15 tháng 1 năm 2007                                                                            |
| #18                   | 8    | "The Perfect Day"                  | Catcher in the Rye (麦田守望者)                     | Phát hành 22 tháng 3 năm 2007                                                                            |
| Single                |      | "O Yi O Yi A"                      | Trình diễn gốc                                      | Phát hành 17 tháng 7 năm 2007                                                                            |
| #19                   |      | "O Yi O Yi A"                      | Trình diễn gốc                                      | Không rõ thời gian phát hành                                                                             |

## Tác động trong văn hóa
- Một đoạn phim gần đây của show diễn Mr. Meaty các diễn viên chính đang hát trong "I Want It That Way" với hy vọng "trở nên nổi tiếng". Khi họ hát, ông chủ cũng đang làm gì đó quay lưng lại máy quay.
- Phần đầu của show Heroes của NBC TV có đề cập đến Back Dorm Boys. Hai người châu Á trẻ được quay trong tiệm karaoke đang hát I Want It That Way và mặc áo đấu của Houston Rockets giống như nhóm này đã làm trong đoạn phim của họ.
- Vào cuối tiểu thuyết bằng hình American Born Chinese của Gene Luen Yang, có tấm hình minh họa hai nhân vật chính trong tiểu thuyết giống như Back Dorm Boys.

## Phim tham gia

### Phim truyền hình
- Năm 2009, Vi Vĩ và Hoàng Nghệ Hinh tham gia sitcom Nonstop phiên bản Trung Quốc (tên tiếng Trung: 青春进行时), trong đó Vi Vĩ vào vai Vi Đông Căn (theo tên diễn viên Yang Dong-geun trong Nonstop phiên bản Hàn Quốc), đóng cặp cùng Hà Trác Ngôn còn Hoàng Nghệ Hinh vào vai Hoàng Tân Tân/Hoàng Tiểu Tân. Tham gia bộ phim còn có nhóm Bobo, Tào Uyển, Trương Hinh Dư, Điền Hải, Chu Xích Đan[8].